# Гонтар Олександр Васильович
Олександр Васильович Гонтар (1934 Одеса — 2012 Одеса) — український історик, наукові інтереси якого пов'зані з проблемами історії України ХХ ст. у період між двома світовими війнами.

## Життєпис
Народився 21.10.1934 в Одесі. 1958 закінчив історичний Факультет Одеського Державного Університету, 1967—1971 проходив заочну аспірантуру при кафедрі історії профспілок СРСР Московської Вищої школи профруху ВЦРПС під керівництвом проф. П. І. Кабанова. В 1974 захистив у спецраді ОДУ канд. дисертацію на тему: "Участь профспілок України в організації та управлінні соціалістичним виробництвом у відбудовчий період (1921—1925 рр.). Офіційні опоненти: к.і.н. Ф. К. Стоянов, к.і.н. А. П. Іванов. В 1991 р. в КДУ захистив доктор. дисертацію: «Міські ради України: історія становлення та розвитку (20-30-ті рр.)». Офіційні опоненти: проф. А. І. Разгон, проф. С. В. Кульчицький, проф. С. М. Сирцова. Науковий консультант д.і.н., проф., ст. науковий співробітник Інституту історії АН СРСР М. М. Алєщенко. Трудовий шлях розпочав у 1958 учителем історії та військової підготовки Ліснянської с. школи Бородинського рай. Одеської обл. Працював мол. співробітником — керівником музею Антарктичних китобійних флотилій «Слава» і «Радянська Україна» (м. Одеса), інструктором Одеської обл. ради профспілок, громадським кореспондентом журналу ВЦРПС «Советские профсоюзы» (Москва), викладачем кафедри історії КПРС та філософії ОІІМФ (Морський університет), ст. викладачем, доц., проф. кафедри історії СРСР ОДУ, зав. кафедри українознавства та культурології Одеського державного медичного університету, професором кафедри соціально-економічних дисциплін Одеського інституту внутрішніх справ МВС України, зав. кафедри історії державності України — кафедри українознавства Одеського державного університету внутрішніх справ. 1993—2000 член спец. ради по захисту дисертації зі спеціальності «Політичні науки» при Одеській нац. юридичній академії, з 2000 р. — член спеціалізованої ради по захисту дисертацій зі спеціальності 07.00.01 — Історія України при ОДУ. З 1991 р. член Одеської обл. редколегії Всеукраїнської серії книг ВУАН «Реабілітовані історією», з 1999 — член редколегії журналу «Вісник Одеського інституту внутрішніх справ», з 2005 — «Південноукраїнський правничий часопис», з 2006 — член редколегії історико-краєзнавчого альманаху «Юго-Запад Одессика».

## Науковий доробок
Наукові інтереси пов'зані з проблемами історії України ХХ ст. у період між двома світовими війнами (історія робітничого класу України, українських профспілок, міського самоврядування, народної освіти, між партійних відносин у 20-30 рр., сталінських репресій, діяльності місцевих органів Української Центральної Ради, історії української культури (національні традиції, культура періоду «розстріляного відродження»), історіографія та методика викладання історії й українознавства у вищій школі.
Організовував та проводив Всеукраїнські та міжнародні наукові конференції. В 1996 р. (13-16 травня) кафедра українознавства та культурології ОДМУ провела Міжнародну наукову конференцію «Відродження української державності: проблеми історії та культури» (ініціатор і член Оргкомітету). Конференція проходила як один з підготовчих заходів до УІ Конгресу Світової Федерації українських лікарських товариств (СФУЛТ), який відбувся в Одесі 9-12 вересня того ж року (член Оргкомітету). До програми було включено 224 доповіді і повідомлення, серед 304 учасників було 8 академіків, 53 доктора і 151 кандидат наук, 92 викладача вищих та середніх навчальних закладів. Вони репрезентували 25 міст України, десятки університетів, академій, навчальних та науково-дослідних інститутів, наукові та навчальні заклади Німеччини, Польщі, Словаччини. На конференції працювало 5 секцій: проблема державності України в історії української суспільної думки, історія української державності в ХХ ст., проблеми українознавства і соціокультурна реальність, історія медицини в Україні та соціальні проблеми охорони здоров'я в українській державі та проблеми виховання молоді. Професор В. Г. Сарбей, який зробив на конференції дві доповіді, згодом писав з Києва: «Ви самі не усвідомили ще, яку прекрасну конференцію ви зорганізували». І наполягав, щоб інформація про неї неодмінно потрапила до «УІЖу» (стр. 5 УІЖ, 1997, № 3, с. 142—144).
З 2005 р. кафедра українознавства ОДУВС щорічно проводить Міжнародні та Всеукраїнські конференції під загальною назвою «Революції ХХ-ХХІ ст. в Україні: співзвуччя епох», кожна присвячувалася окремій проблемі або ювілейній даті. Проведено 5 таких конференцій. В конференціях щорічно бере участь пересічно 40-50 науковців, склався постійний склад учасників що спеціалізуються на певній тематиці. Конференція отримала визнання наукової громадськості в Україні, ближньому та дальньому зарубіжжі. Окремі програми конференції увійшли до бібліографічних збірок, зокрема ІУ міжнародна конференція, присвячена ювілею академіка С. О. Єфремова (альманах «Молода нація» (Київ), 2007, № 2, с.211-256), деякі збірники тез замовлялися бібліотеками США та вузів України.
В 1974—1977 рр. був відповідальним редактором багатотиражної газети Одеського університету ім. І. І. Мечникова «За наукові кадри» (ЗНК). В 1992 р. — членом республіканської комісії МО України з підготовки нових програмних питань з історії України до вступних екзаменів у вищі навчальні заклади. Протягом багатьох років був головою предметної комісії з історії по вступу до ОДУ.
Нагороджений Почесною Грамотою МОЗ України (1995) та знаком «Відмінник освіти України» Міністерства освіти України (1997).
Має понад 350 публікацій.

## Основні наукові праці
- «Поступь Великого Октября. Из истории революционных и трудовых традиций советского рабочего класса юга Украины». Колективна монографія. К.-Одеса: Головне вид-че об'єднання «Вища школа», 1989, 208 с.;
- «Городские Советы Украины: история становления и развития (20-30-е годы)». — К.-Одеса: Вища школа, 1990, 204 с.;
- «Одесский университет. 1865—1990». Колективна монографія. К.: «Либідь», 1991, 160 с.;
- «Історія Одеського університету (1865—2000)». Колективна монографія. Одеса: «Астропринт», 2000, 226 с.;
- «Історія Одеси. Історико-краєзнавчі нариси». Колектив авторів. Одеса: «Друк», 2002, 560 с.
- «Між двома війнами (20-30-ті роки)», с.317-364;
- «Дорогой созидания». Социалистическое строительство на Одесщине. Документы и материалы (1921—1941). Одесса: Маяк, 1981, 320 с. Укладач.
- «Участие профсоюза водников в организации и управлении производством».// Сб. научн. Трудов ОИИМФ. Одесса, 1973, с. 167—171;
- «Економічні відділи профспілок України та їх участь в організації та управлінні виробництвом у 1920—1921 рр.»// «Питання історії СРСР». Респуб. міжвід. темат. наук. зб. Хрк., вип. 17.1974, с. 38-45;
- «Передумови створення виробничих нарад на соціалістичних підприємствах».// «Питання історії СРСР» (Хрк.), 1976, вип. 21, с. 91-99;
- «К истории создания Украинского республиканского совета профсоюзов».// «Вопросы истории СССР» (Хрк.), 1981, вип. 26, с. 28-35;
- «Материалы о работе В. П. Потемкина в Одессе».// «Советские архивы» (Россия, Москва), 1981, № 2, с. 56-57;
- «На кафедрах отечественной истории Одесского государственного университета им. И. И. Мечникова».// «История СССР» (Россия, Москва), 1982, № 3, с. 220—221; «В. П. Потемкин — заведующий губнаробразом».// «Советская педагогика» (Россия, Москва), 1983, № 4, с. 98-101;
- «Історичні дослідження: Вітчизняна історія. Міжреспубліканський міжвідомчий збірник (1975—1982 рр.). Науковий огляд». У співавт. (С.Боровий, З.Першина).// «УІЖ», 1983, № 10 (271), с. 38-46;
- «Проблемы экономической политики на Всеукраинских съездах Советов и сессиях ВУЦИК в середине 20-х годов».// «Региональные особенности экономической политики переходного периода в СССР». Сб. ст. М.: Изд. И-та истории СССР, 1983, с. 158—167;
- «К вопросу о количестве городов и городских Советов в Украине в 20-е годы».// «Вопросы истории СССР» (Хрк.), 1985, вып. 30, с. 85-93;
- «Некоторые вопросы межпартийных отношений в городских Советах Украины в 1920—1921 гг.»// «Советы Украины в период восстановления и реконструкции народного хозяйства (1921—1937) в послевоенной советской историографии».// «Вопросы истории СССР» (Хрк.), 1987, вып. 32, с. 77-83;
- «Чи опанують професори українську мову?»// «За наукові кадри» (Одеса), 1992, 10 вересня, № 12;
- «Борьба большевиков против социалистических партий в процессе выборов в городские советы Украины в начале 20-х годов».// «История общественных движений и политических партий России». Материалы респуб. научной конференции в г. Томске 20-21 ноября 1992 г. — Томск, 1993, с.125-126;
- «Городские Советы в 1920-30-е гг. (Историография проблемы)».// «Регионология». Научно-публицистический журнал (Россия, г. Саранск), 1995, № 2 (11), с. 180—192;
- «Педагогічна діяльність академіка М. Є. Слабченка».// «Академік Михайло Єлисейович Слабченко. Наукова спадщина і життєвий шлях». — Одеса, 1995, с.21-25;
- «Ради і здійснення національної політики в Україні в 20-ті роки».// «Вісник Одеського інституту внутрішніх справ», 1997, № 3, с.106-111.
- «Державницькі погляди Миколи Костомарова.// „Українська культура в іменах і дослідженнях“. Наук. зап. Рівненського державного ін-ту культури». Вип. 1. Волинське полісся в контексті слов'янської культури. — Рівне, 1997, с.47-49;
- «Реквієм закатованим».// «Рідна школа» (США, Нью-Йорк), 1998, лютий, ч.1 (119), с.17;
- «Чи потрібні катедри українознавства в українських вузах?»// «Рідна школа» (США, Нью-Йорк), 1998, листопад, ч.3 (121), с.13-14; Проявления тоталитарной системы (Из истории Одесского горсовета. 30-е годы ХХ в.).// «Историческая память». Историко-краеведческий ежегодник. Вып. 1 Одесса, 1999, с.57-66;
- «Лишенцы».// Одесский мартиролог. — Т.2. — Одесса: ОХФА, 1999, с.728-740;
- «Українська інтелегенція і націонал-комунізм».// «Інтелігенція і влада». Матеріали Всеукраїнської наукової конференції. 22-23 жовтня 1999 р., Одеса: «Астропринт» 1999, с. 18-20;
- «Позбавленці явні та приховані».// «Актуальні проблеми політики». Зб. наук. Праць Одеської юридичної академії. вип. 5. Одеса, 1999, с. 60-67;
- «Сталінські репресії проти одеської інтелігенції».// «Іньелігенція і влада». Зб. наук. праць. Вип. 1(2). Ч. 1. Одеса: Астропринт, 2002, с. 119—125;
- «Національно-культурні проблеми єврейського населення Півдня України в 20-х рр. ХХ ст.»// Седьмые Запорожские еврейские чтения. Запорожье, 2003, с. 139—142,
- «Політичні репресії проти єврейського населення Одещини у 20-ті роки ХХ ст.»// Восьмые Запорожские еврейские чтения. Запорожье: Диво, 2004, с. 196—202;
- «Дитяча безпритульність в Україні у світлі історичного досвіду».// Південноукраїнський правничий часопис, 2006, № 3, с. 175—178;
- «Історія євреїв в Україні на сторінках англомовної Енциклопедії „Україна“».// Одиннадцатые Запорожские еврейские чтения. 17-18 мая 2007 г. Запорожье, 2007, с. 9-15;
- «Дисциплінарно-товариські суди профспілок України у 20-х рр. ХХ ст.»// Південноукраїнський правничий часопис, 2007, № 1, с. 177—181;
- Інститут позбавленців в Україні. Південноукраїнський правничий часопис, 2008, № 4, с. 228—231;
- «Державність як запорука національного відродження України».
- Південноукраїнський часопис, 2009, № 3, с. 177—181;
- Українська та зарубіжна культура. Конспект лекцій. Одеса, ОДМУ, 2004 та ін. методичні матеріали з історії України, культурології та історії української культури.

## Посилення
- Гонтар, Олександр Васильович. Электронный каталог нового поколения [Архівовано 25 серпня 2017 у Wayback Machine.]
- Электронный каталог: Гонтар Олександр Васильович (1934—2012)Наукова бібліотека Одеського Національного університету імені І. І. Мечникова